# Jens Daryousch Ravari
Jens Daryousch Ravari (geboren am 31. Oktober 1985 in Gießen) ist ein deutscher Theater- und Event-Regisseur.

## Leben
Jens Daryousch Ravari wuchs im mittelhessischen Ahrdt (Gemeinde Hohenahr) als Sohn einer deutschen Krankenschwester und eines iranischen Diplom-Ingenieurs auf. Nach dem Abitur am Johanneum Gymnasium Herborn studierte er Musik und Germanistik an der Justus-Liebig-Universität Gießen. Bereits in seiner Schulzeit hatte er als Statist am Stadttheater Gießen begonnen; von 2002 bis 2010 stand er in 35 verschiedenen Produktionen und über 300 Vorstellungen als Sänger, Tänzer und Schauspieler auf der Bühne. In dieser Zeit nahm er auch an den Castings der vierten Staffel von Deutschland sucht den Superstar teil, wo er mit seiner Interpretation von Saturday Night’s Alright for Fighting von Elton John auftrat.
Gleichzeitig spielte er mehrere Haupt- und Titelrollen in verschiedenen regionalen Produktionen, unter anderem als „Jekyll & Hyde“ im gleichnamigen Wildhorn-Musical der Goetheschule Wetzlar, als „Galileo Figaro“ in We Will Rock You in der Herderschule Gießen und als „Seymour“ in Der Kleine Horrorladen auf dem Kloster Schiffenberg.
Nach Assistenzen und Hospitanzen bei den Freilichtspielen Tecklenburg und den Bad Hersfelder Festspielen nahm Ravari von 2010 bis 2013 ein Festengagement als Regieassistent und Spielleiter im Musiktheater von Konzert Theater Bern (vormals Stadttheater Bern) an und machte sich 2014 mit einer eigenen Firma selbstständig.
Jens Daryousch Ravari lebte ab 2010 in der Schweiz. Seit Anfang 2023 lebt und arbeitet er in Fürth als Leiter des Kulturforums Fürth.

## Theater- und Event-Inszenierungen
Bereits in seiner Schulzeit in Herborn und seiner Studienzeit in Giessen inszenierte Ravari Musicals wie Rent, We Will Rock You, Les Miserables und Sophies Welt. In der Schweiz führt er bei mehreren (Musik-)Theaterproduktionen Regie, darunter Carl Zellers Der Vogelhändler in einer bern-deutschen Fassung,Tagebuch eines Verschollenen von Leoš Janáček und Farm der Tiere nach dem Roman von George Orwell.
Erste Event-Produktionen waren der „Schweizer Medienpreis“ 2013 und 2014 in Bern und der „Henri-Nannen-Preis“ 2014 in Hamburg, bei denen Ravari als Assistent den künstlerischen Leiter Gunther Len Schönfeld unterstützte.
Erstmals als Theaterproduzent trat Ravari mit dem Familien-Musical Berner Weihnacht in Erscheinung. Die Tournee spielte 2015 in mehreren Städten und Gemeinden im Kanton Bern und wurde von Coop als Presenting Sponsor unterstützt.
Es folgte die Inszenierung des offiziellen Festakts zu „70 Jahren Hessen“ am 1. Dezember 2016 am Staatstheater Wiesbaden. Mehrere regionale und überregionale Medien berichteten über die Veranstaltung und die Frankfurter Allgemeine Sonntagszeitung kürte Ravari zu den Top „Leute der Woche“.
Als Regisseur des Jubiläumsfestakts zu „200 Jahren Senckenberg“ am 18. August 2017 im Bockenheimer Depot in Frankfurt am Main konnte er den Erfolg wiederholen. Der Frankfurter Oberbürgermeister Peter Feldmann kommentierte die Veranstaltung mit den Worten: „Wow, was für eine Show – so etwas hat es im Bockenheimer Depot noch nicht gegeben“.
Seit 2019 ist Ravari als Regisseur verantwortlicher für die Musical-Produktionen der Waggonhalle Marburg und seit 2020 als deren künstlerischer Leiter tätig.
Als „Geschichtenerzähler“ leben seine Inszenierungen von starken, eindrucksvollen Bildern und einer zusammenhängenden Story, die das Publikum in ihren Bann zieht.

## Soziales Engagement
Als Initiator der MusicalCamps und Präsident des Vereins „KidsEntertainment“ engagiert sich Ravari seit 2014 für die Nachwuchsförderung von musik- und theaterbegeisterten Jugendlichen und Kindern in der Schweiz und in Deutschland.